# Hypocala angulipalpis
Hypocala angulipalpis är en fjärilsart som beskrevs av Achille Guenée. Hypocala angulipalpis ingår i släktet Hypocala och familjen nattflyn. Inga underarter finns listade i Catalogue of Life.